# Alexandre Khatissian
Alexandre Khatissian (arménien : Ալեքսանդր Խատիսեան), aussi connu sous le nom de Sacha Khatissov, né le 17 février 1874 à Tiflis et mort le 10 mars 1945 à Paris, est un homme d’État, un écrivain et un médecin arménien.
Il est connu pour avoir été l'un des quatre premiers ministres de la République démocratique d'Arménie (1918-1920).

## Biographie

### Jeunesse et formation
Alexandre Khatissian naît le 17 février 1874 à Tiflis au sein d'une famille de hauts fonctionnaires. Son frère, Constantin Khatissian (1864-1913), est l'un des fondateurs de la Fédération révolutionnaire arménienne (FRA, ou Tachnagtsoutioun).
Après avoir été diplômé du gymnasium d’État de Tiflis en 1891, il fait des études de médecine dans les universités de Moscou et de Kharkov jusqu'en 1897. En 1898-1900, il est interne dans des cliniques à l'étranger, notamment en Allemagne, lui permettant de parachever sa formation en étudiant notamment l'hygiène, la santé publique et l'administration municipale. Il décroche ainsi un doctorat en médecine. En 1900, il rentre à Tiflis et exerce en tant que médecin.

### Débuts en politique
En 1902, Alexandre Khatissian est élu porte-parole de la douma municipale ainsi que conseiller du conseil municipal de Tiflis. À partir de 1905, il intègre ledit conseil municipal et se rapproche de la FRA.
Il prend part à la révolution de 1905.
Alexandre Khatissian est adjoint au maire de Tiflis entre 1907 et 1910 puis maire entre 1910 et 1917, (selon l'historienne Anahide Ter Minassian, il serait maire entre 1907 et la guerre). Il est aussi pendant cette période président de l'Association des maires du Caucase.
En 1912, durant les audiences liées à la soi-disant « Affaire Tachnagtsoutioun » à Saint-Pétersbourg, il fait partie des témoins.
En 1914, il devient président du Comité de l'Union des villes du Caucase (Caucasian Committee of the Union of the Cities) du fait de sa position de maire et ce jusqu'en 1917.

### Première Guerre mondiale et révolutions russes
À l'été 1914, le vice-roi du Caucase, Illarion Vorontsov-Dachkov, s'entretient avec Alexandre Khatissian au sujet de la création des unités de volontaires arméniens ; Khatissian s'entretient aussi avec le primat de Tbilissi, l'évêque Mesrop Der-Movsesian, ainsi qu'avec le responsable communautaire Dr. Hakob Zavriev. Alexandre Khatissian est de ce fait l'un des organisateurs des unités de volontaires arméniens qui se battent du côté russe pendant la Première Guerre mondiale et joue aussi un rôle dans la prise en charge des rescapé du génocide arménien.
En 1915-1917, il est élu vice-président du Bureau national arménien qui siège à Tiflis.
Après la révolution de février 1917 et avec la fuite du prince Nicolas Nikolaïevitch, Alexandre Khatissian forme avec N. Jordania et D. Popov un Comité Exécutif Provisoire.
Il rejoint la FRA en 1917. Il prend à la même époque la tête du Bureau national arménien et ce jusqu'en octobre 1917, préside le Rassemblement des partis politiques arméniens (mars et avril 1917) et prend part au Congrès de la paysannerie transcaucasienne qui a lieu à Tiflis en juin 1917.
Il aurait eu un rôle dans la formation du Congrès national arménien et du Conseil national arménien.
Lors de la Conférence de paix de Trébizonde (mars-avril 1918), il est membre de la délégation transcaucasienne et représente les Arméniens avec Hovannès Katchaznouni, accompagnés par deux conseillers, Rouben Ter Minassian et l'historien Léo.
Le 22 avril 1918 est formée la République démocratique fédérative de Transcaucasie, dont le gouvernement comporte quatre ministres arméniens dont Alexandre Khatissian, ministre des finances et de l'approvisionnement.

### Première République d'Arménie
Alexandre Khatissian prend part aux négociations avec la Turquie à Batoum en mai : avec Katchaznouni, ils y rencontrent Khalil Bey mais sont obligés de rentrer en urgence à Tiflis face à l'avancée turque qui met la ville sous état de siège et provoque la panique. Selon eux, il faut que l'Arménie proclame son indépendance et « traite immédiatement » avec la Turquie pour éviter l'anéantissement final. Finalement, la république démocratique d'Arménie est proclamée le 28 mai 1918, tandis que le Conseil national arménien décide d'envoyer le jour même de nouveau à Batoum une délégation composée de Khatissian, Katchaznouni et Papadjanian, investie de pouvoirs illimités pour conclure la paix avec la Turquie au nom de l'« Arménie indépendante »,. Le traité de Batoum est signé le 4 juin.
Il fait de nouveau partie, avec Katchaznouni, Papadjanian et Avetis Aharonian, de la délégation arménienne désignée par le Conseil national arménien pour se rendre à la Conférence des puissances centrales à Constantinople à laquelle les pays du Caucase sont invités pour régler les questions concernant leur relation avec la Turquie. Cette conférence n'a finalement jamais lieu mais, de juin au 1er novembre 1918, les envoyés arméniens résident dans la capitale ottomane et rencontrent les diplomates européens et les fonctionnaires et membres du gouvernement turc. Cependant, la délégation arménienne ne parvient pas à convaincre la Turquie de renoncer à ses prétentions sur le Caucase.
Sous le gouvernement de Hovannès Katchaznouni, Alexandre Khatissian est nommé ministre des affaires étrangères le 30 juin 1918.
En l'absence du premier ministre, parti en février 1919 aux États-Unis afin d'obtenir des vivres pour l'Arménie alors en pleine famine, Alexandre Khatissian est premier ministre par intérim et doit faire face à la crise, à propos de laquelle il écrit que « les affamés fouillaient les tas d'ordures pour y récupérer des grains de blé et les mangeaient ».
Le 13 mai 1919, après la décision anglaise de laisser les Arméniens occuper le Nakhitchevan, Alexandre Khatissian s'y rend pour installer le parlementaire Kévork Varchamian en tant que préfet de la région, mais cette occupation n'est que de courte durée.
Alexandre Khatissian est nommé premier ministre le 28 mai 1919. Le 10 août 1919, le Parlement arménien approuve la formation d'un nouveau Conseil des ministres de 6 membres, qu'il continue de diriger, et qui assume aussi le rôle de ministre des affaires étrangères.
Il prend part au IXe Congrès général de la FRA (27 septembre - 9 novembre 1919) qui se tient à Erevan et souligne dans son discours d'ouverture le rôle décisif du parti dans l'établissement de la république.
Le mandat d'Alexandre Khatissian, qui se termine le 5 mai 1920 (il est remplacé par Hamo Ohanjanian) est, selon Anahide Ter Minassian, la « période la plus faste » de la courte existence de la république.
À l'été 1920, il part en mission à l'étranger auprès des communautés arméniennes pour obtenir d'elles un « Emprunt de l'Indépendance de l'Arménie » d'environ 20 millions de dollars afin de redresser l'économie arménienne. Mais il est obligé de rentrer en toute hâte en Arménie fin novembre 1920 face à l'avancée des troupes kémalistes dans le cadre de la guerre arméno-turque. Partisan d'une paix rapide, il se rend à Tiflis pour plaider la cause de l'Arménie auprès de ses alliés. Le 21 novembre, sur la route entre Tiflis et Erevan, il est interpellé par des réfugiés et des soldats arméniens en déroute aux cris de « monsieur Khatissian, la paix ! Pour l'amour de Dieu, donnez-nous la paix ! ». Le 23 novembre, il prend la tête d'une délégation et se rend à Alexandropol (où elle arrive le lendemain) pour négocier la paix. Kâzım Karabekir refuse l'application du traité de Sèvres et la délégation arménienne est forcée de se soumettre à cette décision. Plus tard, dans les années 1920, Alexandre Khatissian écrit un certain nombre d'articles dans le journal arménien de Boston Hairenik et justifie cette décision par le fait qu'il fallait absolument mettre fin à la guerre. Le 28 novembre, le tracé des frontières proposé par les Arméniens est remis à Kâzım Karabekir ; ce dernier s'entretient seul à seul avec Alexandre Khatissian le lendemain pendant 3 heures, tentant de le convaincre que les Arméniens n'ont pas d'autres choix que de s'entendre avec la Turquie car les Grandes puissances les ont abandonnés. Il finit l'entretien sur un ultimatum : si les Arméniens n'acceptent pas de traiter avec les Turcs, l'armée kémaliste marcherait sur Erevan. Ces derniers présentent le 30 novembre un projet d'Arménie réduite, sans Kars, ni Nakhitchevan, ni Zanguezour, alors même que le pays est sur le point de passer sous contrôle bolchévik avec son invasion par l'armée rouge. Alexandre Khatissian, alors que les fonctionnaires de la FRA d'Alexandropol commencent à être chassés par les bolchéviks, se résout finalement à signer le traité d'Alexandropol avec la Turquie, qui reconnaît de ce fait l'Arménie dans les frontières négociées et met fin aux hostilités. Il assiste à l'entrée de l'armée rouge à Erevan le 6 décembre de la fenêtre de son appartement, rue Abovian. Alors que la purge bat son plein, il est autorisé à gagner la Géorgie.

### Exil
Le 13 février 1921, Alexandre Khatissian quitte Tiflis et se rend à Londres deux semaines plus tard pour participer à la Conférence de Londres (1921-1922) au sein de la Délégation de la République arménienne dirigée par Avetis Aharonian et plaider la cause d'une Arménie indépendante et unifiée et non un Foyer arménien comme s'y résigne la Délégation nationale arménienne de Boghos Nubar Pacha.
Alors que les Arméniens n'y ont pas été invités, il se rend à la conférence de Lausanne (1922-1923) avec Avetis Aharonian ou encore Gabriel Noradounghian, et ils mènent ensemble une campagne de lobbying pour défendre les intérêts arméniens. Ils présentent un mémorandum demandant la création d'un Foyer arménien en Turquie qui correspondrait soit à l'Arménie du Traité de Sèvres, soit à la Cilicie, et qui envisagerait même la cession d'une partie de la Turquie orientale à l'Arménie soviétique. Leur voix ne fut pas entendue et le Traité de Sèvres fut remplacé par le Traité de Lausanne.
Alexandre Khatissian s'installe à Paris dans l'entre-deux-guerres. Il prend un temps la tête de la Délégation de la République arménienne, puis est remplacé par Hrant Samuelian.
Durant l'occupation de Paris par les nazis, il s'installe à Porto, au Portugal.
Il meurt le 10 mars 1945 à Paris.

## Œuvre
- (hy) Հայաստանի Հանրապետութեան Ծագումն ու Զարգացումը [« Éclosion et développement de la République arménienne »], Athènes, Nor Or Publishing,‎ 1930, réédité par la FRA aux Éditions arméniennes en 1989[37]
- (hy) Քաղաքապետի մը յիշատակները [« Souvenirs d'un maire »], Beyrouth, Éditions Hamazkaïne,‎ 1991 (1re éd. inconnue), 406 p. (BNF 44352655)